# Kulmbacher Forst
Kulmbacher Forst ist ein Waldgebiet und eine Gemarkung. Sie liegt teils im Gemeindegebiet von Kulmbach, teils im Gemeindegebiet von Ködnitz im Landkreis Kulmbach (Oberfranken, Bayern). Die Gemarkung hat eine Fläche von 4,800 km² und ist in 13 Flurstücke aufgeteilt, die eine durchschnittliche Flurstücksfläche von 369.212,22 m² haben. Die Gemarkung besteht aus zwei nicht zusammenhängenden Gebieten. Benachbarte Gemarkungen sind Mangersreuth und Kulmbach im Westen, Kauernburg im Norden, Ködnitz im Osten und Leuchau und Trebgaster Forst im Süden.